# Dekemvrianá
 (septembre 2024).
Si vous disposez d'ouvrages ou d'articles de référence ou si vous connaissez des sites web de qualité traitant du thème abordé ici, merci de compléter l'article en donnant les références utiles à sa vérifiabilité et en les liant à la section « Notes et références ».

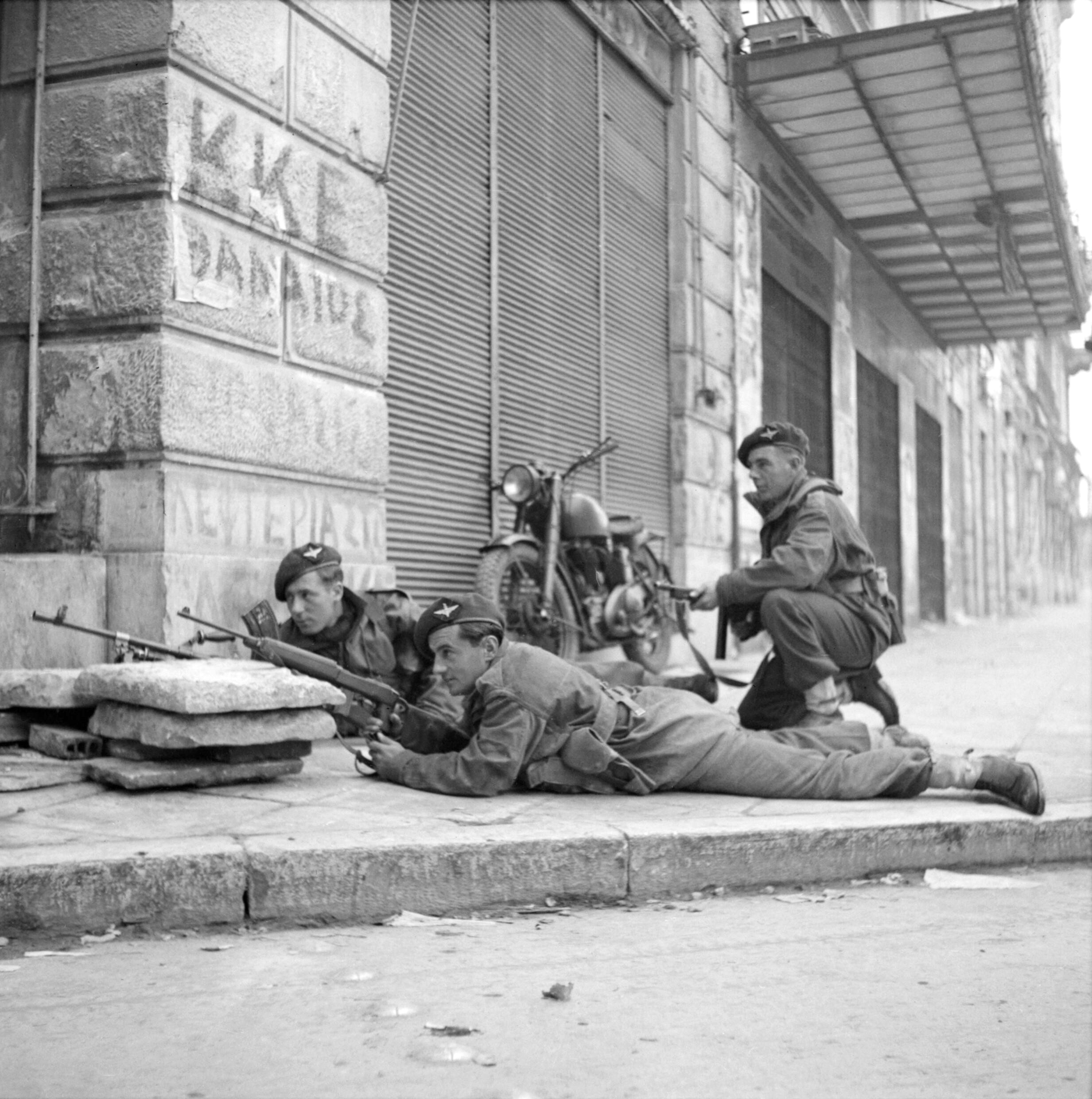
Des soldats du 6e bataillon écossais de parachutistes dans des combats de rue face à l'ELAS (Athènes, 6 décembre 1944).

Les événements de décembre (en grec moderne : Δεκεμβριανά, dekemvrianá) désignent une série d'affrontements qui se sont produits à Athènes entre le 3 décembre 1944 et le 11 janvier 1945, et qui ont opposé les mouvements communistes de la Résistance grecque (EAM-ELAS, le KKE) à l'armée britannique, soutenue par le gouvernement grec, la police nationale et une milice d'extrême-droite, l'organisation X (en) du colonel Georges Grivas.
Ces affrontements représentent l'aboutissement de plusieurs mois de tension entre le principal mouvement de résistance du pays et le gouvernement grec, revenu d'exil après le départ des Allemands en octobre 1944. L'EAM avait dans un premier temps accepté de participer à un gouvernement de coalition, mais ses divergences insurmontables avec les partis bourgeois conduisirent ses ministres à démissionner. Le 3 décembre, un immense cortège pro-EAM se rassembla dans le centre-ville d'Athènes ; sur l'ordre de son chef Angelos Evert, la police tira sur les manifestants, faisant 28 morts et 148 blessés. Ce massacre déclencha un conflit ouvert entre l'EAM et l'armée britannique, commandée par le général Ronald Scobie. Les combats restèrent confinés à Athènes. Dans le reste du pays, malgré le climat de grande tension, il n'y eut pas d'affrontement armé. Les évènements de décembre prirent fin après la défaite de l'EAM et son désarmement unilatéral dans le cadre de l'accord de Várkiza. 
Cette défaite porta un coup très dur à l'EAM et elle fut suivie d'une période de « terreur blanche » qui contribua à déclencher la guerre civile de 1946.

## Contexte

### Les mouvements de résistance grecs

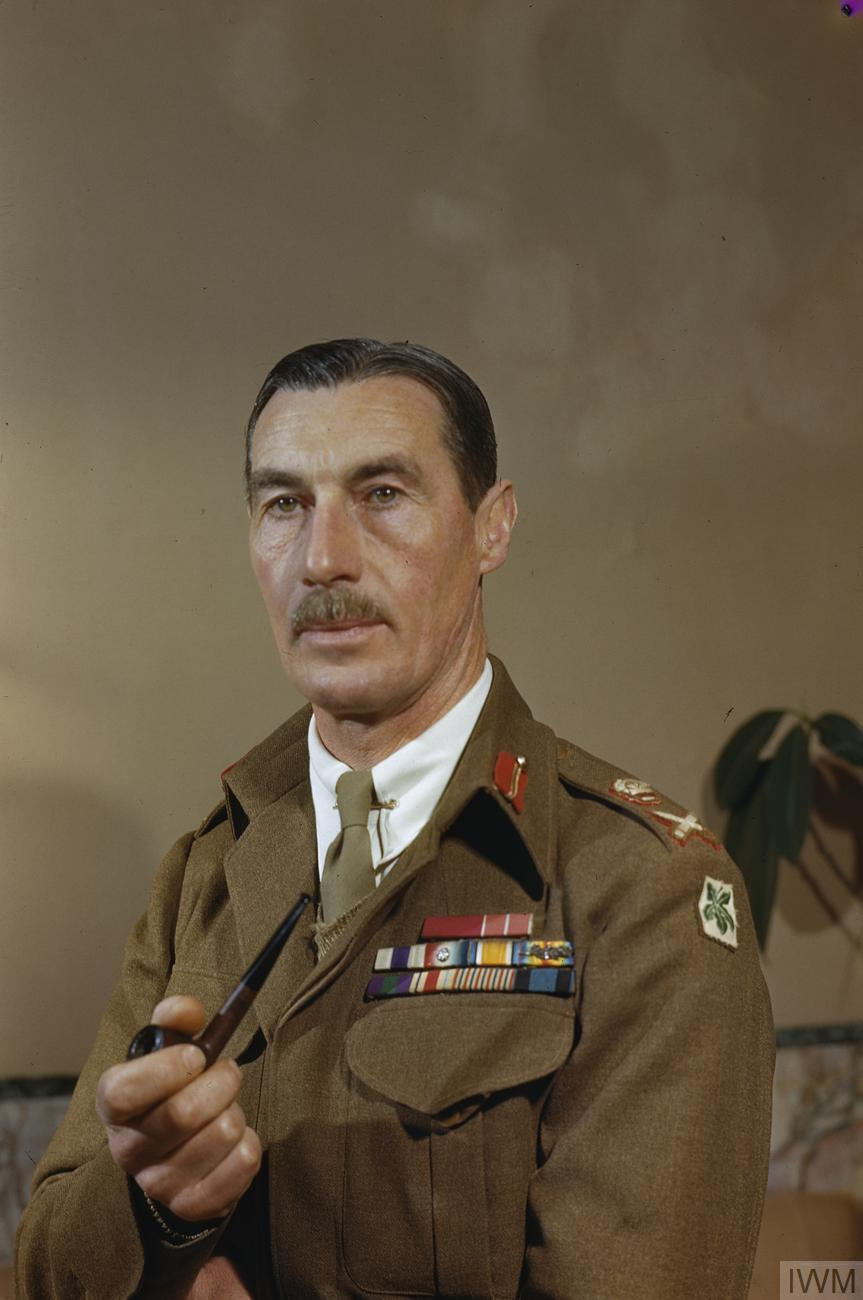
Reginald Scobie, commandant des forces alliées à Athènes (non daté).

Le Front de libération nationale (« Ethnikó Apeleftherotikó Métopo », en abrégé EAM) et sa branche armée l'Armée populaire de libération nationale grecque (« Ellinikós Ethnikós Laikós Apeleftherotikós Stratós », en abrégé ELAS) constituent le principal mouvement de résistance grecque aux puissances de l'axe (Allemagne, Italie, Bulgarie) qui occupèrent le pays pendant la seconde guerre mondiale. L'EAM-ELAS est contrôlé par le Parti communiste grec, le KKE, et regroupe également de petits partis d'extrême-gauche.
La plus importante formation non-communiste est la Ligue nationale démocratique grecque (« Ethnikos Dimokratikos Ellinikos Syndesmos », en abrégé EDES), de tendance républicaine et dirigée par le colonel Napoleon Zervas (en). 
Dès le mois d'octobre 1943, l'EAM-ELAS et l'EDES commencent à s'affronter. En mars 1944, les communistes mettent en place leur propre gouvernement, le Comité politique de libération nationale, dit « gouvernement des montagnes ». Le gouvernement en exil du roi Georges II, désormais dirigé par Georges Papandréou, organise près de Beyrouth avec l'aide des Britanniques, du 17 au 20 mai 1944, une conférence dite « du Liban » avec les différentes organisations de résistance : un accord est trouvé, mais à l'été 1944, les leaders communistes présents en Grèce refusent le texte pourtant signé par leurs représentants. Il est alors de plus en plus apparent que les Allemands vont se retirer de Grèce. Les négociations reprennent pour trouver un nouvel accord : le 26 septembre, l'EDES et l'EAM-ELAS, ainsi que le gouvernement grec en exil, acceptent de placer leurs troupes sous le commandement du lieutenant-général britannique Ronald Scobie. Cinq postes gouvernementaux sont accordés aux communistes en échange de leur intégration dans les troupes alliées.

### L'organisation X
L'organisation X (en) (grec moderne : Οργάνωσις Χ) est une milice paramilitaire d'extrême-droite créée en juin 1941 par le colonel Georges Grivas. Surtout présente à Athènes, elle compte entre deux et trois mille membres en 1944. L'organisation X est essentiellement anti-communiste et durant l'occupation, elle coopère aussi bien avec les Alliés qu'avec les Allemands. Elle joue un rôle important durant la terreur blanche.

### Situation politique à la libération de la Grèce
Les troupes alliées arrivent en Grèce en octobre. Les Allemands sont alors en pleine débâcle et la majeure partie du territoire a déjà été libérée par les résistants grecs. Le 13 octobre, les forces armées britanniques entre dans Athènes, encore occupée par les Allemands. Papandréou et ses ministres suivent six jours plus tard ; le roi reste au Caire dans l'attente d'un référendum qui devra décider de la nature politique du nouveau régime grec.
L'ELAS contrôle la quasi-totalité du territoire : la campagne et la plupart des grandes villes. Il lui serait facile de prendre le pouvoir sur l'ensemble du pays, mais la direction du KKE s'y oppose sur instructions de Staline : aux termes des accords de Moscou, la Grèce fait partie de la zone d'influence occidentale, et l'URSS, qui sait que le Royaume-Uni tient absolument à ce que les communistes ne prennent pas le pouvoir en Grèce, ne souhaite pas déclencher une crise entre les Alliés. Le KKE s'abstient en conséquence de tout affrontement direct avec le gouvernement, mais la question du désarmement des groupes résistants empêche toute coopération politique. 
Sur les conseils de l'ambassadeur britannique Reginald Leeper (en), Papandréou exige le désarmement de l'ensemble des groupes, à l'exception du Bataillon sacré et de la 3e brigade de montagne grecque, deux unités militaires considérées comme fiables par le gouvernement. L'EAM, craignant de se retrouver sans défense face aux milices anti-communistes, propose un plan alternatif de désarmement total et immédiat de l'ensemble des groupes. Papandréou refuse et les ministres communistes démissionnent le 2 décembre. La veille, le général Scobie avait demandé au gouvernement la dissolution de l'ELAS. Le secrétaire général du KKE, Georges Siantos, était résolu à s'y opposer. Il est possible que le maréchal Tito ait influencé l'ELAS en l'incitant à résister au désarmement : s'il affichait une loyauté parfaite à l'égard de Staline, Tito avait libéré son pays sans aide étrangère, et il estimait que les communistes grecs devaient faire de même. Par ailleurs, il avait le projet de créer une fédération communiste des Balkans, qui aurait réuni la Yougoslavie, la Bulgarie, l'Albanie et la Grèce. Toutefois, l'influence réelle de Tito est difficile à mesurer, et elle n'avait en tout état de cause, pas empêché l'ELAS de placer ses troupes sous le commandement de Scobie quelques mois plus tôt.
Par ailleurs, dès la mi-octobre, l'organisation X, qui a reçu des Britanniques l'assurance d'un soutien militaire, déploie ses hommes dans Athènes et provoque des affrontements avec les membres de l'EAM. Plusieurs militants communistes sont assassinés, et la tension grandit.

## Déclenchement des affrontements

### La manifestation du 3 décembre
Après l'appel à la dissolution de l'ELAS et la démission des ministres communistes, l'EAM lance un appel à la grève générale et organise une manifestation dans le centre-ville d'Athènes. Celle-ci réunit plus de 200 000 manifestants, qui se dirigent vers la place Syntagma, siège du Parlement grec. La place est occupée par des unités de la police, soutenue par des tanks britanniques. Les premiers tirs retentissent alors que les manifestants arrivent devant la tombe du soldat inconnu, juste avant la place Syntagma. Les tirs proviennent à la fois des policiers postés sur la place, mais aussi du parlement, de l'hôtel Grande-Bretagne et d'autres bâtiments officiels. Le signal a été donné par Angelos Evert, chef de la police athénienne, au moyen d'un mouchoir agité depuis une fenêtre. Des témoignages de membres de l'organisation X confirment que la fusillade était bien planifiée et que les policiers avaient reçu l'ordre de tirer au moment où les manifestants atteindraient la tombe du soldat inconnu. Les manifestants n'étaient pas armés. Le bilan officiel est de 28 morts et 148 blessés.

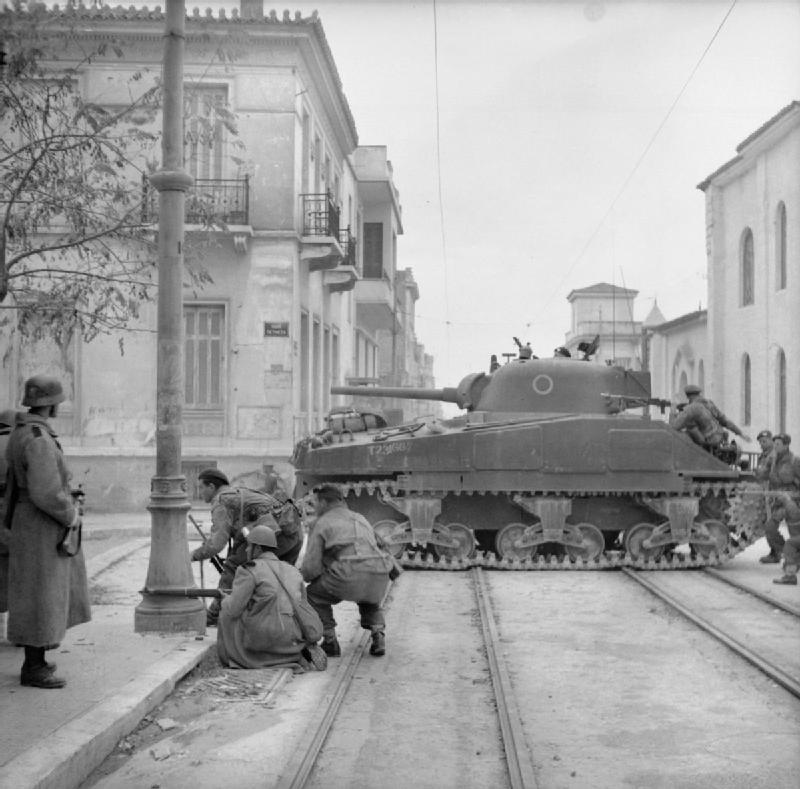
Char Sherman accompagné de troupes du 5e bataillon de parachutistes écossais et de soldats grecs, lors d'opérations contre l'ELAS, le 18 décembre 1944.

### Poursuite des combats
Avec la répression sanglante de la manifestation s'ouvre une période de 37 jours de combats entre les membres de l'EAM et l'Armée britannique soutenue par les forces gouvernementales. Le 4 décembre, Papandréou propose sa démission au général Scorbie, qui la refuse.
Les forces gouvernementales grecques étant peu nombreuses et mal équipées en armements lourds, l'essentiel de l'effort militaire est fourni par les Britanniques. L'EAM a d'abord l'avantage ; le 12 décembre, elle contrôle la majeure partie d'Athènes et le port du Pirée. Dépassés en nombre, les Britanniques font venir en urgence la 4e division d'infanterie indienne, stationnée en Italie. Les combats se poursuivent tout au long du mois de décembre, mais sans s'étendre au reste du pays, où l'ELAS n'attaque pas les Britanniques. On ne connaît pas avec certitude les raisons de cette attitude : il est possible qu'elle résulte de consignes du KKE, qui souhaitait que le conflit avec les Britanniques s'envenime le moins possible. Elle peut aussi s'expliquer par une mésentente et des intérêts divergents entre les chefs de l'EAM-ELAS.
Plus nombreux grâce aux renforts reçus, et mieux équipés, les Britanniques prennent progressivement l'avantage, et à la fin du mois de décembre, ils semblent en mesure de contrôler entièrement Athènes.

### Fin du conflit
La situation en Grèce devient rapidement un problème politique pour le premier ministre britannique Winston Churchill : la presse et l'opinion publique britannique s'indignent de voir un conflit armé entre une puissance alliée et un mouvement de résistance aux nazis, alors que la  guerre contre l'Allemagne se poursuit en Europe. Churchill décide alors de réunir une conférence de paix à Athènes. Celle-ci se tient à partir du 25 décembre à l'hôtel Grande-Bretagne. Elle réunit l'ensemble des parties ainsi qu'une délégation soviétique.

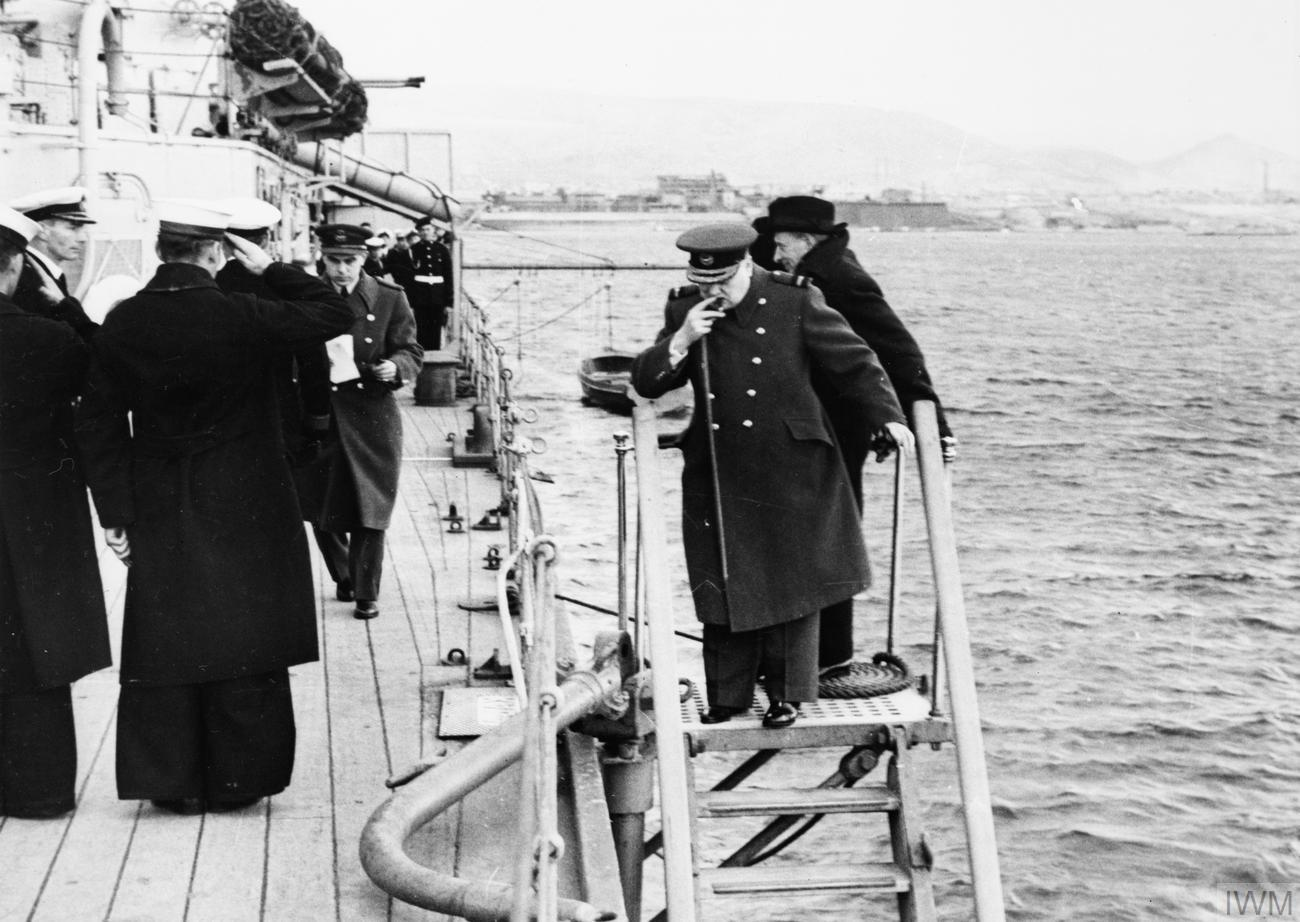
A bord de lAjax, Churchill arrive à Athènes le 28 décembre 1944.

Au cours des négociations, la délégation soviétique n'apporte aucun soutien à l'EAM, et s'en tient strictement à sa politique de non-intervention à l'égard de la Grèce. En URSS, la Pravda ne donne aucune information sur les combats. Compte tenu du rapport de forces militaire, les prétentions de l'EAM sont jugées excessives par le gouvernement britannique, et la conférence se conclut par un échec.
Début janvier, la bataille est perdue pour l'EAM. Le 15 janvier, le général Scobie accepte un cessez-le-feu moyennant le retrait des troupes de l'ELAS à Patras et Thessalonique, et sa démobilisation complète dans le Péloponnèse. Le conflit prend officiellement fin avec la signature, le 12 février 1945, du traité de Várkiza. Cet accord, conclu entre le ministre grec des affaires étrangères et le secrétaire général du KKE au nom de l'EAM-ELAS, garantit l'amnistie pour les crimes politiques ainsi que la possibilité pour les membres de l'EAM de participer à la vie politique. De son côté, l'EAM s'engage à remettre l'ensemble de ses armes entre les mains des autorités.
Le traité de Varkiza ne fut globalement pas respecté et il ne mit qu'un terme très provisoire aux hostilités. La guerre civile reprend dès 1946, elle fait plus de 150 000 morts.